# 10198 Pinelli
10198 Pinelli è un asteroide della fascia principale. Scoperto nel 1996, presenta un'orbita caratterizzata da un semiasse maggiore pari a 2,8671553 UA e da un'eccentricità di 0,0489240, inclinata di 2,94811° rispetto all'eclittica.
L'asteroide è dedicato a Paolo Pinelli, astronomo amatoriale italiano.